# Constantin C. Stoicescu

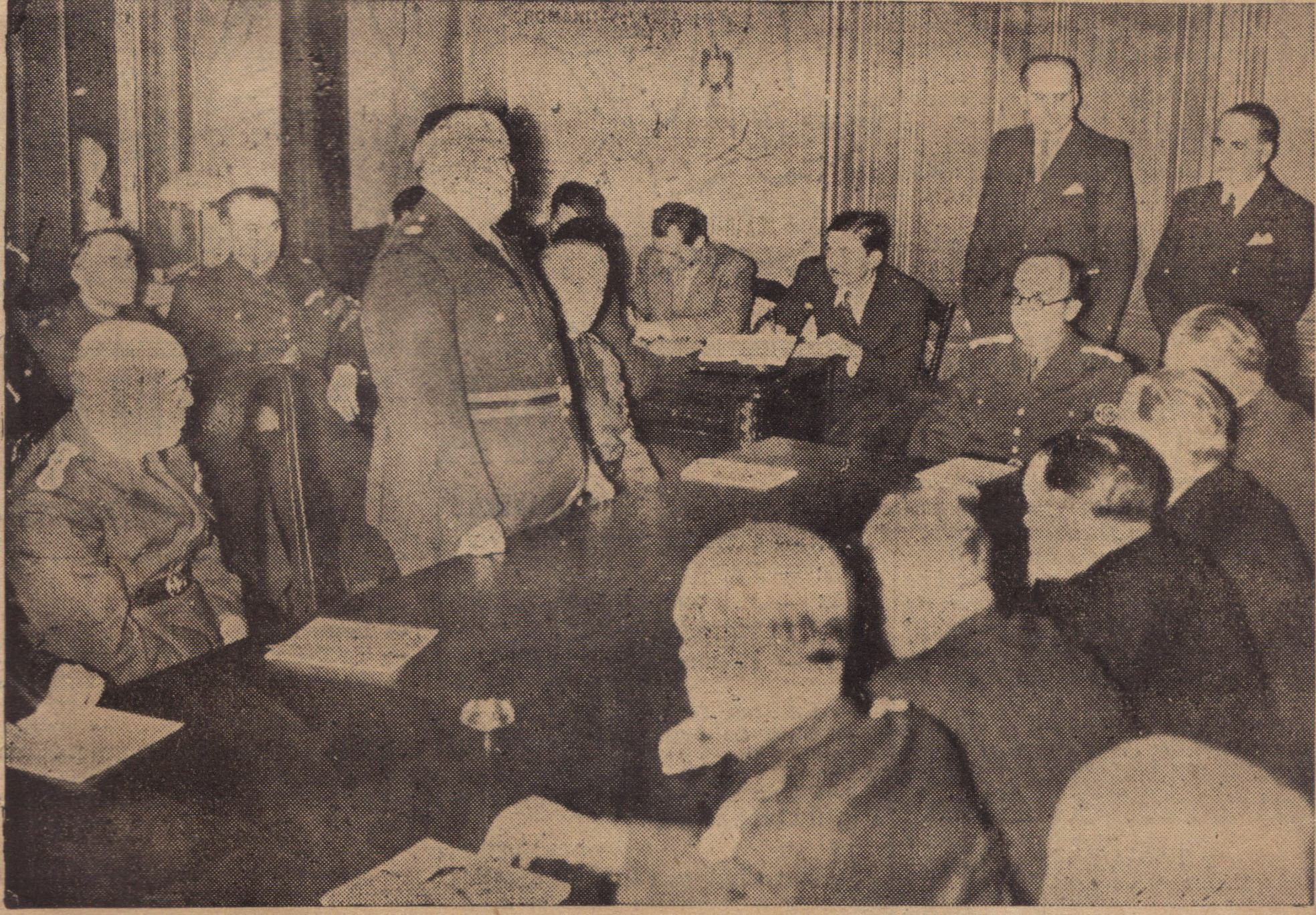
Rectorul Constantin C. Stoicescu vorbind la ședința festivă a CAPIR (Confederația Asociațiunilor de Profesioniști Intelectuali din România) din noiembrie 1939.

Constantin C. Stoicescu (n. 23 august 1881, București – d. 29 mai 1944, București) a fost un jurist român, membru corespondent al Academiei Române. A fost profesor de drept roman la Universitatea din București și ministru al justiției în Guvernul Ion Antonescu (3) în perioada 15 februarie 1941 - 14 august 1942.
După terminarea doctoratului la Paris, Constantin C. Stoicescu a devenit profesor de drept la Facultatea de drept din București; a fost ales decan în 1934 iar în 1936 rector și membru corespondent al Academiei Române.
Născut la București în 23 august 1881, Constantin Stoicescu își începe studiile de drept la Paris, unde își ia licența, apoi își suspine teza de doctorat, în 1904, tot la Paris, iar specializarea la Berlin, unde urmează un semestru la Facultatea de Drept.
În 1907 întorcându-se în țară, ia parte la concursul pentru ocuparea catedrei de drept roman de la Facultatea de Drept din București. În urma probelor concursului, pe care le trece în mod strălucit,  în 1907 C. Stoicescu este numit docent de drept roman la Facultatea de Drept din București. În 1908 este numit profesor agregat, iar în 1913 este titularizat.
Marea lui autoritate și respectul pe care i-l arătau ceilalți colegi, precum și grija sa pentru Facultate și studenți, au făcut să fie ales în 1934 decan al Facultății de Drept din București. În 1936 este ales cu o mare majoritate rector al primei Universități din țară. În această calitate, conduce destinele Universității din capitală cu atâta demnitate și autoritate încât în 1938 este reales în demnitatea de rector.
A publicat monografii asupra procedurii civile romane (Contribution à l'étude de la formule arbitraire, 1905), noțiunii de injuria (Noile teorii asupra injuriei. Studiu de drept roman, 1907) și un Curs elementar de drept roman (1923), tipărit în mai multe ediții.
Manualul său de drept roman intitulat "Curs elementar de drept roman" apărut în 1931 într-o a treia ediție poate fi considerat și astăzi ca fiind cel mai bun manual românesc de drept roman. În acest manual, Stoicescu a căutat să simplifice totul cât mai mult cu putință, pentru a nu înfățișa materia dreptului roman ca ceva arid și încurcat. Dar, cu toate că în acest manual ni se înfățișează dreptul roman numai în liniile sale generale, [...] prin claritatea lui precum și prin siguranța părerilor emise de către autor, păreri care se bazează pe texte riguros controlate, manualul lui Stoicescu poate fi considerat ca una dintre cele mai sigure călăuze pentru studiul dreptului roman.
A susținut ideea continuității dreptului roman în cutuma juridică românească în lucrările La magie dans l'ancien droit roumain, Rapprochement avec le droit romain (1926), L'influence du droit romain sur le droit civil roumain (1935).

## Afilieri
A devenit membru corespondent al Academiei Române (23 mai 1936) și membru al Academiei de Științe Morale și Politice (1940).

## Lucrări publicate
- Contribution à l'étude de la formule arbitraire, Berlin, Horn & Raasch, 1905;
- Noile teorii asupra injuriei, București, Göbl, 1907;
- Drept roman, procedura, București, s.n., 1919;
- Curs drept roman, anul I, 1921 - 1922, București, Universitatea din București, Facultatea de drept, 1922;
- Curs drept roman, Pandecte, București, s.n., 1938.

## Ministru al justiției
În calitatea sa de ministru al justiției, pe care a avut-o în perioada 15 februarie 1941 - 14 august 1942, Constantin C. Stoicescu i-a propus lui Ion Antonescu deportarea țiganilor din orașe și izolarea acestora în lagăre de muncă forțată din Transnistria „ca urmare a multiplelor cazuri de furturi” săvârșite de ei pe teritoriul României, propunere acceptată de primul ministru.

## In memoriam
În semn de recunoștință, bustul profesorului Constantin C. Stoicescu este expus la loc de cinste în Muzeul Universității din București, iar sala de lectură din Palatul Facultății de Drept din Capitală poartă de asemenea numele profesorului Constantin C. Stoicescu.

## Decorații
A primit ordine și medalii române și străine:
- Comandor al Stelei României.
- Comandor al Coroanei Românie.
- Ofițer al Legiunii de Onoare.
- Mare Ofițer al Ordinului Polonia Restituta.
- Semnul Onorific „Răsplata Muncii pentru 25 ani în Serviciul Statului” (13 octombrie 1941)[5]
- Ordinul „Coroana României” în gradul de Mare Cruce (7 noiembrie 1941)[6]